# Елит Николов
Елит Николов Иванов е български учен, университетски преподавател, журналист, писател и обществен деятел.

## Биография и творчество
Роден е в с. Брезнишки извор, област Перник, на 10 декември 1925 г. Завършва гимназия за класически езици в София през 1945 г. и Софийския университет през 1953 г. с първа специалност философия и втора история.
От септември 1951 до март 1963 г. е офицер в Бъларската народна армия. До 1965 г. е редактор във в. „Народна култура“, а след това до 1969 г. е главен редактор в Комитета за радио и телевизия, където създава и ръководи първото научно социологическо звено в България.
До 1975 г. е ръководител на Информационносоциологическия център на ЦК на БКП. До 1976 г. е заместник-председател на Комисията за духовни ценности към Държавния съвет на НРБ. От 1976 до 1983 г. е директор на Научноизследователския институт за култура към БАН и Комитета за култура. От 1983 до 1988 г. е редовен професор в Софийския университет „Климент Охридски“.
Членувал е в Българската комунистическа партия от 1945 година до преименуването и преобразуването ѝ през 1990 г. в социалистическа партия. Награждаван е с военни ордени, с почетен знак като активен борец против фашизма и капитализма, с орден „Георги Димитров“ II степен.
Удостоен е с научните степени кандидат на философските науки (1960) и доктор на философските науки (1973), както и с научните звания старши научен сътрудник I степен по социология на културата (1978) и професор по история на изкуството и културата (1983).
Членува в Българската и Межднародната социолгически асоцации, в Българската и Световната философски асоциации и в Световната асоциация на философите франкофони.
Удостоен е с почетното звание „Заслужил деятел на културата“ през 1979 г.
Членува в Съюза на българските журналисти от 1967 г. Главен редактор е на списание „Проблеми на културата“ от 1978 г. След закриването на Института за култура продължава да издава периодично списанието с лични средства и до днес.
Главен редактор е на списание „Човек, Еволюция, Космос“ от 1980 до спирането му през 1983 г.
Е. Николов е сред малцината български интелектуалци, разбрали значението и ролята на футурологията и научната фантастика. В ръководените от него списания редовно са публикувани материали на тези теми.

## Книги
- „Художник, публика, народ“ (1961) Свали книгата Архив на оригинала от 2016-08-08 в Wayback Machine.
- „Феноменология и естетика“ (1965) Свали книгата Архив на оригинала от 2016-08-08 в Wayback Machine.
- „За творчеството в телевизията“ (1966) в руско издание „Исскуство видет мир“ (1971), Свали книгата Архив на оригинала от 2016-08-08 в Wayback Machine.
- „Тайната“ (1973), в унгарско издание „Titok“ (1978), Свали книгата Архив на оригинала от 2016-08-08 в Wayback Machine.
- „Телевизионното общуване“ (1975), Свали книгата Архив на оригинала от 2016-08-08 в Wayback Machine.
- „За движението на културните ценности в обществото“ (1978),
- „Телевизионното битие на културата“ Архив на оригинала от 2016-08-08 в Wayback Machine. (1986)
- „Културата – опит за описание“ (1987)
- „Философия на комуникацията“ Архив на оригинала от 2016-08-08 в Wayback Machine. (1988)
- „Земни мисли за извънземното“ Архив на оригинала от 2016-08-08 в Wayback Machine. (1989)
- „Увод в сравнителното културознание“ Архив на оригинала от 2016-08-08 в Wayback Machine. (1994)
- „Синейдетика“ Архив на оригинала от 2016-08-08 в Wayback Machine. (1999)
- „Културната идентичност на Европа“ Архив на оригинала от 2016-08-08 в Wayback Machine. (2005)
- „Дъщерята на надеждите“ Архив на оригинала от 2016-08-08 в Wayback Machine. (2008)
- „Знайно и незнайно“ Архив на оригинала от 2016-08-08 в Wayback Machine. (2010)
- „Извънземни мисли за земното“ Архив на оригинала от 2016-08-08 в Wayback Machine. (2014)

Автор е на множество научни студии и научни доклади, журналистически статии и друг род подобни творчески изяви.